# お笑い第二世代
お笑い第二世代（おわらいだいにせだい）は、1970年代にデビューしたお笑い芸人の俗称。

## 概要
1980年代前半に『花王名人劇場』『THE MANZAI』（ともに関西テレビ制作・フジテレビ系列）などの番組から、B&Bを筆頭に漫才ブームとなり、従来のザ・ドリフターズや萩本欽一から新世代の芸人達がテレビの主役となった。
1980年代から『笑ってる場合ですよ!』『オレたちひょうきん族』『笑っていいとも!』などの番組が人気となった。吉本興業や松竹芸能などの関西のプロダクションは、活動を大阪限定ではなく東京へ移した。
「漫才ブーム」は1980年代前半の短期間で、「お笑い第二世代」と異なる。第二世代はコントグループやピン芸人などが台頭している。「第二世代」は、1990年代末期から2000年代前半に雑誌などが、1990年代前半に台頭した芸人を「お笑い第三世代」と称し、のちに世代別区分した際の造語（レトロニム）である。ビートたけし・明石家さんま・タモリらが『BIG3』と称された世代である。
一方で2021年発売の『ギャグ語辞典』では漫才ブームは第二世代に含まれると定義しており、BIG3を筆頭とするのは変わらずも「若者から熱狂的な支持を受けたニューウェーブ」、「それまで地位の低かった笑いを飛躍的に向上させた立役者」と紹介している。この解釈の誤差は第三世代からさかのぼり考えた区分であることが原因である。
1970年代のオイルショックによるコスト削減で1970年代に新人若手だったお笑い芸人が大量起用されたことが「お笑い第二世代」の原動力となっている。

## 関連人物
- 澤田隆治
- 横澤彪
- 三宅恵介
- 王東順
- 荻野繁